# Julie Battilana
Julie Battilana est une universitaire, enseignante chercheuse franco-américaine spécialisée dans l’étude de l’innovation sociale et du changement social.
Elle est professeure à la Harvard Business School et à la Harvard Kennedy School. En 2016, elle fonde l'initiative Social Innovation and Change Initiative (SICI) à la John F. Kennedy School of Government et en assure depuis la direction académique.

## Biographie

### Formation
Admise à l'École normale supérieure Paris-Saclay Julie Battilana est titulaire d’une double licence économie-sociologie, d’une maîtrise en sociologie politique et d’un DEA en sociologie des organisations et études des politiques publique. 
Julie Battilana est également diplômée d'École des hautes études commerciales de Paris. Son mémoire de thèse était intitulé : Le rôle des individus dans le changement institutionnel : quand les individus agissent en entrepreneurs sociaux.

### Recherche
Les thèmes de recherche de Julie Battilana portent sur le pouvoir, le changement social, et les organisations hybrides qui poursuivent conjointement une mission sociale et une activité commerciale. Elle étudie les facteurs qui rendent ces organisations hybrides capables d’atteindre de hauts niveaux de performance sociale et environnementale tout en étant financièrement rentables. Ses travaux ont donné lieu à des publications dans de nombreux journaux comme  Businessweek, Forbes, Huffington Post, Harvard Business Review, Stanford Social Innovation Review, Entreprise & Société, La Tribune Fonda.
Julie Battilana a régulièrement écrit dans le journal Le Monde, et notamment sur la question de la responsabilité sociale des entreprises.

## Publications
Julie Battilana a co-écrit le livre « Power, for All : How it Works and Why it's Everyone's Business » , (Simon & Schuster, 2021) avec Tiziana Casciaro. S'appuyant sur leurs décennies combinées d'enseignement et de recherche en sciences sociales, les autrices s'emploient à déconstruire les idées reçues sur le pouvoir pour mieux comprendre son fonctionnement. Le livre fournit les outils pour comprendre les hiérarchies de pouvoir (et les raisons de leurs inerties) et mettre en œuvre du changement que ce soit au travail ou en société,. « Power, for All » a reçu le prix George R. Terry Book en 2022 de l'Academy of Management. Julie Battilana a traduit et adapté le livre en français. L’édition française de l'ouvrage, intitulée « Le pouvoir, pour tous ! Comprendre les dynamiques du pouvoir pour transformer le monde » (Dunod) est parue en 2024.
Battilana a également co-écrit  avec Isabelle Ferreras et Domique Méda le livre « Le Manifeste Travail : Démocratiser, Démarchandiser, Dépolluer » (Le Seuil, 2020). Une édition américaine de l’ouvrage intitulé « Democratize Work : The Case for Reorganizing the Economy » (University of Chicago Press) est parue en 2022.

## Distinctions et prix
Julie Battilana a été récompensée à plusieurs reprises par des distinctions pour ses activités de mentoring, d'enseignement et de recherche.
En 2024, Julie Battilana a reçu le titre de docteur honoris causa de la Louvain School of Management de l'Université catholique de Louvain.
Elle a reçu le prix de l'article de la décennie du journal Academy of Management Annals pour son article How Actors Change Institutions: Towards a Theory of Institutional Entrepreneurship.
Elle a été faite Chevalier dans l’Ordre des Palmes Académiques en 2019.
Battilana a été désignée comme un leader d'opinion en matière d'innovation sociale pour 2019 par la Fondation Schwab pour l'entrepreneuriat social. Ce prix récompense les experts qui façonnent l'évolution de l'innovation sociale.